# Per Magnusson
Per Olof Magnusson, född den 30 maj 1969 i Tyresö församling, är en svensk musikproducent och låtskrivare. Musikkarriären tog fart 1994 då han kom till Cheiron Productions. Under de följande åren rönte företaget internationell framgång med bland andra Boyzone, Britney Spears, Westlife och Backstreet Boys.
Strax efter att Cheirons producenter och låtskrivare år 2000 gemensamt tagit beslutet att gå skilda vägar startade Magnusson tillsammans med David Kreuger A Side Productions. De har sedan dess fortsatt att producera och skriva musik till artister som Il Divo, Céline Dion, Josh Groban, Leona Lewis och Paul Potts.
Magnusson och Kreuger har hittills skrivit och/eller producerat sex låtar som hamnat överst på UK Top 40: 
- If I Let You Go (Westlife)
- Fool Again (Westlife)
- My Love (Westlife)

- Evergreen (Will Young)

- Anyone of Us (Stupid Mistake) (Gareth Gates)

- That's My Goal (Shayne Ward)

## Bakgrund

### Tidig musikkarriär
Per Magnusson började redan som tonåring spela både gitarr och keyboard i flera olika lokala band, men beslutade sig snart för att fokusera på att producera, arrangera och skriva musik.
Första skivframträdandet kom 1994 på Jennifer Browns album Giving You the Best. Förutom att medverka som studiomusiker producerade Magnusson låten Take a Piece of My Heart, som även släpptes som singel.
I en skivaffär ungefär vid denna tid råkade Magnusson träffa David Kreuger, en av Stockholms DJ:s. De började samarbeta och har sedan dess producerat och skrivit nästan all musik tillsammans.

### Denniz PoP & Cheiron Studios
Denniz Pop var i början av 1990-talet verksam som DJ på Stockholms klubbar. PoP ville dock inleda samarbeten direkt med artister och startade därför tillsammans med Tom Talomaa musikproduktionsbolaget Cheiron. Deras studio, som öppnades 1993 i lokaler på Fridhemsplan i centrala Stockholm, kom snart att bli enormt framgångsrik.
Strax efter att Cheiron grundats fick Magnusson och Kreuger tillfälle att spela upp en av sina låtar för Denniz PoP som gillade det han hörde och bjöd in dem som låtskrivare och producenter. Under de kommande fyra åren arbetade duon med ett brett spektrum av artister. Deras genombrott skulle komma 1998 då de skrev och producerade låten Will Be Yours för Boyzones album Where We Belong som kom att bli gruppens tredje raka listetta på Top 40.
Vid det här laget hade Cheiron och dess studios blivit en av de mest anlitade i världen. Samtliga låtskrivare och producenter arbetade med olika artister. Men i augusti 1998 meddelade Cheiron ut det pressmeddelande att deras ledare hade avlidit i en svår sjukdom.

### Britney Spears #1 på Billboard
Bara ett par månader innan Denniz PoPs bortgång hade Cheiron börjat arbeta på material till den då 16-åriga Britney Spears debutalbum. Magnusson och Kreuger producerade Britneys andra singel Sometimes liksom hennes tredje (You Drive Me) Crazy, som de också skrev tillsammans med Max Martin och Jörgen Elofsson. Bägge singlar blev framgångsrika världen över.
Albumet …Baby One More Time, som släpptes i USA i januari 1999, avancerade direkt till förstaplatsen på Billboardlistan där det låg kvar i sex veckor.
Magnusson och Kreuger arbetade med Britney Spears också på hennes uppföljande album Oops!…I Did It Again, som de både skrev och producerade låten What U See (Is What U Get) samt producerade Girl in the Mirror till. Albumet släpptes i USA maj 2000 och liksom Britneys första landade det direkt på Billboards förstaplats.

### #1 på UK Top 40 med Westlife
Snart följde framgångar på singellistan i England. Den irländska gruppen Westlife hade nyligen bildats och skivbolaget kontaktade Cheiron för material till deras självbetitlade debutalbum. Magnusson och Kreuger skrev tre låtar som de också producerade. En av dessa var If I Let You Go vilken släpptes i augusti 1999 som Westlifes andra singel. Den gick direkt upp på förstaplatsen på Top 40 och blev Magnusson och Kreugers första listetta i England. Låten Fool Again, som släpptes i mars 2000 som den femte singeln från samma album, blev duons andra på mindre än 7 månader.
I slutet av år 2000 gav Westlife ut sitt andra album Coast to Coast. Denna gång hamnade fem låtar skrivna och / eller producerade av Magnusson och Kreuger på skivan. Låten My Love släpptes ett par månader tidigare som albumets första singel, och den gick direkt upp på Top 40s förstaplats. Samarbetet med Westlife har fortsatt genom åren.
Med albumet Millennium, som släpptes våren 1999, hade Backstreet Boys slagit en mängd rekord. Drygt ett år senare påbörjades inspelningarna av deras kommande album Black & Blue. Magnusson och Kreuger producerade låtarna It's True och The Answer to Our Life som bidrog till att albumet blev ännu en internationell framgång för gruppen och det har hittills sålts i över 12 miljoner exemplar.
Dessa inspelningar visade sig bli några av Cheirons sista innan de slog igen. I slutet av år 2000, då studion var som allra mest framgångsrik, beslutade dess låtskrivare och producenter att gå skilda vägar.

### A Side Productions
I samband med att Cheiron lades ned bildade Magnusson och Kreuger sitt eget produktionsbolag, A Side Productions. Studion i centrala Stockholm byggdes upp och de började åter arbeta med både artister och grupper, bland dessa Westlife och deras kommande tredje album World of Our Own. De skrev och producerade fyra låtar som alla hamnade på skivan. En av dessa var Evergreen som snart skulle komma att hamna i Guinness World Records. Albumet World of Our Own släpptes i England i november 2001 och det gick direkt upp på #1 .
I februari 2002 blev Will Young den förste att vinna Pop Idol, ett nytt brittisk tv-format som skulle få spin offs över hela världen, bland annat American Idol. Will Youngs dubbelsidiga debutsingel, en så kallad "double A-side", Anything is Possible / Evergreen släpptes i England i slutet av samma månad. Den hamnade i historieböckerna som den snabbast sålda debutsingeln under såväl ett dygn som under en vecka. Evergreen, skriven och producerad av Magnusson och Kreuger tillsammans med Jörgen Elofsson, låg överst på Top 40 i tre veckor. Singeln innehar fortfarande plats nr 11 på listan över de 100 mest sålda i England någonsin.
Pop Idols tvåa detta år blev Gareth Gates och liksom Will Young spelade Gates in Evergreen som ligger med på hans debutsingel. Singeln släpptes tre veckor efter Youngs och övertog Top 40s förstaplats där den låg kvar i 4 veckor.
Gareth Gates uppföljande singel Anyone of Us (Stupid Mistake) som släpptes fyra månader senare blev också en försäljningsframgång. Skriven och producerad av Magnusson och Kreuger avancerade singeln direkt till #1, en position som den behöll i tre veckor. Detta innebar duons femte Englandsetta.

### Internationella framgångar med Il Divo
Sökandet efter fyra manliga operasångare inleddes redan 2001 och skulle pågå världen över under två år. Till sist hade man funnit den fjärde medlemmen och Il Divo hade bildats. Debutalbumet bestämdes att släppas sent på hösten 2004 och några av de första inspelningarna skedde i A Side Productions studios. Albumet  Il Divo innehållande Magnusson och Kreugers produktioner av bland annat Ennio Morricones Nella Fantasia och Ti Amerò, ett stycke som de dessutom skrivit exklusivt för gruppen, släpptes i England den 6 november. Det klättrade omedelbart till #1 på Top 40 och låg kvar bland de översta fem platserna resten av året. I USA släpptes albumet den 19 april 2005 och gick direkt upp på #4 på Billboard 200.
Bara ett par månader senare hade Il Divo nått #1 i 13 länder, Top 5 i ytterligare 25 och sålt fler än 4 miljoner album.
Under 2005 skrev och producerade Magnusson och Kreuger I Believe in You (Je Crois En Toi) som en duett mellan Céline Dion och Il Divo. Låten kom att hamna både på Dions franska samlingsalbum On Ne Changes Pas samt på Il Divos uppföljare Ancora som även innehöll tre ytterligare låtar producerade av Magnusson och Kreuger. Albumet kom ut i november 2005, klättrade genast till #1 i Storbritannien och Australien och blev ännu en framgång. I USA släpptes det i januari 2006 och efter ha sålt fler än 150.000 exemplar samma vecka intog Il Divo plats #1 på Billboard 200. 
Il Divos tredje album Siempre, även detta med fyra låtar skrivna och / eller producerade av Magnusson och Kreuger, släpptes globalt i slutet av november 2006. Gruppens tre första album nådde 36 förstaplatser på listorna världen över och har sålts i fler än 22 miljoner exemplar.

### X Factor & Britain's Got Talent
Den brittiska talangjakten The X Factor började sändas 2004 som ersättare för Pop Idol. I finalen av säsong 2, den 17 december 2005, korades Shayne Ward som vinnare efter att ha framfört den nyskrivna That's My Goal producerad av Magnusson och Kreuger. Vinnarlåten släpptes som Wards debutsingel samma vecka och gick direkt in som #1 på Top 40. Med fler än 310.000 sålda exemplar redan första dagen innehar That's My Goal fortfarande plats 4 på listan över de snabbast sålda singlarna någonsin i Storbritannien. 
Den 4 mars 2007 intog Paul Potts scenen framför juryn i Britain's Got Talent. Nittio sekunder senare skulle hans version av Puccinis Nessun Dorma komma att bli historisk på Youtube. Potts hade charmat både juryn och publiken som gav honom stående ovationer. Tenoren Potts, som fortfarande arbetade som mobiltelefonförsäljare, stod den 17 juni som segrare av hela tävlingen.
Efter att ha signerat ett skivkontrakt påbörjade Potts inspelningar av sitt debutalbum i AIR Studios i London och denna gång med en hel symfoniorkester bakom ryggen. Magnusson och Kreuger producerade tre av sångerna, förutom Nessun Dorma även Con Te Partirò och Nella Fantasia. Albumet One Chance släpptes i Storbritannien den 16 juli 2007. Det såldes i över 128.000 exemplar första veckan, vilket var mer än de övriga albumen på Top 40s översta 10 platser hade gjort tillsammans. Den nyupptäckte tenoren låg kvar som #1 på listan i tre veckor.

### Katherine Jenkins och Leona Lewis
Magnusson och Kreuger arbetade med flera andra artister under 2007, bland andra prisbelönta operastjärnan Katherine Jenkins från Wales. Hennes album Rejoice, som släpptes i november 2007, innehåller fyra sånger producerade av duon och klättrade genast till #3 på den engelska albumlistan.
Auditions till The X Factors tredje säsong pågick i början av 2006 runtom i Storbritannien. Bland de fler än 100.000 som sökte fanns en 21-årig sångerska från London, Leona Lewis. Hon vann finalen som sändes den 16 december och slog genast försäljningsrekord med sin första singel. Skivbolaget bestämde denna gång att inte forcera ett debutalbum. I stället flögs Lewis över till USA där hon skrev på ett lukrativt skivkontrakt med Clive Davis, grundare av Arista Records. Skivsläppet planerades till i slutet av 2007 och inspelningar koordinerades i musikstudios runtom Amerika och i London. En av dessa låtar var Footprints in the Sand skriven av Magnusson och Kreuger tillsammans med Richard Page.
Albumet Spirit nådde de brittiska skivdiskarna den 12 november och blev direkt en stor försäljningsframgång. Med fler än 375.000 sålda exemplar den första veckan är Spirit det hittills snabbast sålda debutalbumet i Storbritanniens historia. Det låg kvar som #1 på Top 40 i sju veckor. När det släpptes i USA fem månader senare, den 8 april 2008, intog albumet direkt #1 på Billboard 200. Leona Lewis blev i och med detta den första brittiska sångerska att direkt nå den amerikanska försäljningslistans förstaplats.
Under hösten 2008 medverkade Magnusson och Kreuger på bland annat Il Divos The Promise, gruppens fjärde studioalbum och tredje listetta på Top 40, samt på den brittiske The X Factor-artisten Rhydians debutskiva som båda sålde platinum i England.